# 1022 в Україні
1022 в Україні — це перелік головних подій, що відбулись у 1022 році на території сучасних українських земель.

## Події

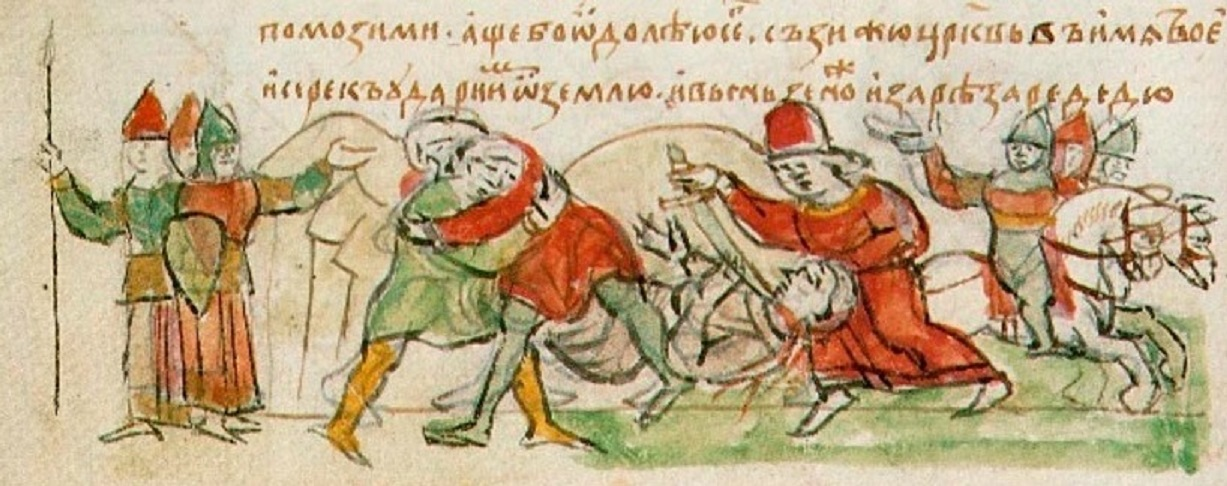
«Вбивство Мстиславом Редеді перед касогами» Радзивіллівський літопис

Перемога тмутороканського князя (990/1010—1023) Мстислава Володимировича над Редедею, ватажком абхазо-адигзького племені касогів. За інформацією з Лаврентіївського літопису відбулося зіткнення між військами касогів і русичами. Щоб уникнути кровопролиття, князі Мстислав і Редедя домовилися вступити у двобій між собою, з умовою, що військо переможеного князя визнає свою поразку. Князі зійшлися в поєдинку, і Редедя, володіючи величезною фізичною силою, почав перемагати. Проте Мстислав у підсумку здобув перемогу, звернувшись з молитвою про заступництво до Богородиці.
Косозький князь Редедя сказав Мстиславу:
| «Для чого ми будемо губити дружину один одному? Станемо на герць, і якщо ти мене переможеш, то візьмеш і моє майно, і мою дружину, і мою землю. Якщо ж я переможу, то візьму все твоє». |
| «Хай буде так!» — відповів Мстислав. Коли вони з’їхалися, Редедя сказав: «Давай не зброєю битися, а боротися!». |
Довго вони боролися, став Мстислав слабнути, Редедя був великим і сильним. Тоді сказав Мстислав:
| «О, пресвята Богородице, допоможи мені! Якщо я його переможу, то збудую церкву на честь Твою». |

## Особи

### Народились
- Єлизавета Ярославна — найстарша донька Ярослава Мудрого, видана 1045 року за норвезького конунга Гаральда Суворого (старонорвезькою: Harald Harðráði; пом. 1066).

### Померли
- Позвізд Володимирович — руський князь Волинський, з династії Рюриковичів. Син великого київського князя Володимира Святого. Молодший брат Ярослава Мудрого. Мав маєтності на Волині, був скоріш усього управителем, за дорученням батька у 1009—1016 рр. (нар. 988).
- Улоф III Шетконунг — король Швеції (995–1022) з династії Мунсе, тесть Ярослава Мудрого. (нар. 980).